# Rudolf Abel (bakteriolog)
Rudolf Abel (21. prosince 1868, Frankfurt nad Odrou – 8. srpna 1942, Jena) byl německý bakteriolog. Objevil takzvanou Abel-Löwenbergovu bakterii, gramnegativní, nepohyblivou a zapouzdřenou bakterii z rodu Klebsiella.

## Život
Lékařský titul získal v roce 1890 v Greifswaldu. Poté byl asistentem Friedricha Augusta Johannese Loefflera a habilitoval z hygieny v roce 1893. Působil v Hamburku, na velitelství berlínské policie a na pruském ministerstvu kultury. V roce 1915 se stal profesorem hygieny v Jeně.

## Dílo
- Bakteriologische Studien über Ozaenae simplex. Centralblatt für Bacteriologie und Parasitenkunde. I, 1893, Orig. 13: 161-173.
- Taschenbuch für die bakteriologischen Praktikanten. Würzburg 1894
- Die Aetiologie der Ozaenae. Zeitschrift für Hygiene und Infektionskrankheiten, 1896, 21: 89-155.
- Über einfache Hilfsmittel zur Ausführung bakteriologischer Untersuchungen. Würzburg, 1899; 2. vydání
- Die Vorschriften zur Sicherung gesundheitsgemäßer Trink- und Nutzwasserversorgung. Berlín 1911.
- Überblick über die geschichtliche Entwicklung der Lehre von der Infektion, Immunität und Prophylaxe. v: Wilhelm Kolle a August Paul von Wassermann: Handbuch der pathogenen Mikroorganismen. 2. roz. vyd., 1912-1913
- Die gesundheitlich wichtigen Verhältnisse und Einrichtungen der deutschen Seebadeorte (mit Ausnahme von mecklenburgischen Seebäder)., 1913